# 埼玉県営大宮公園野球場
埼玉県営大宮公園野球場（さいたまけんえいおおみやこうえんやきゅうじょう）は、埼玉県さいたま市大宮区の大宮公園内にある野球場。パシフィック・リーグの埼玉西武ライオンズが準本拠地としており、年間で数試合公式戦を開催している。施設は埼玉県が所有し、埼玉県公園緑地協会が運営管理を行っている。

## 歴史

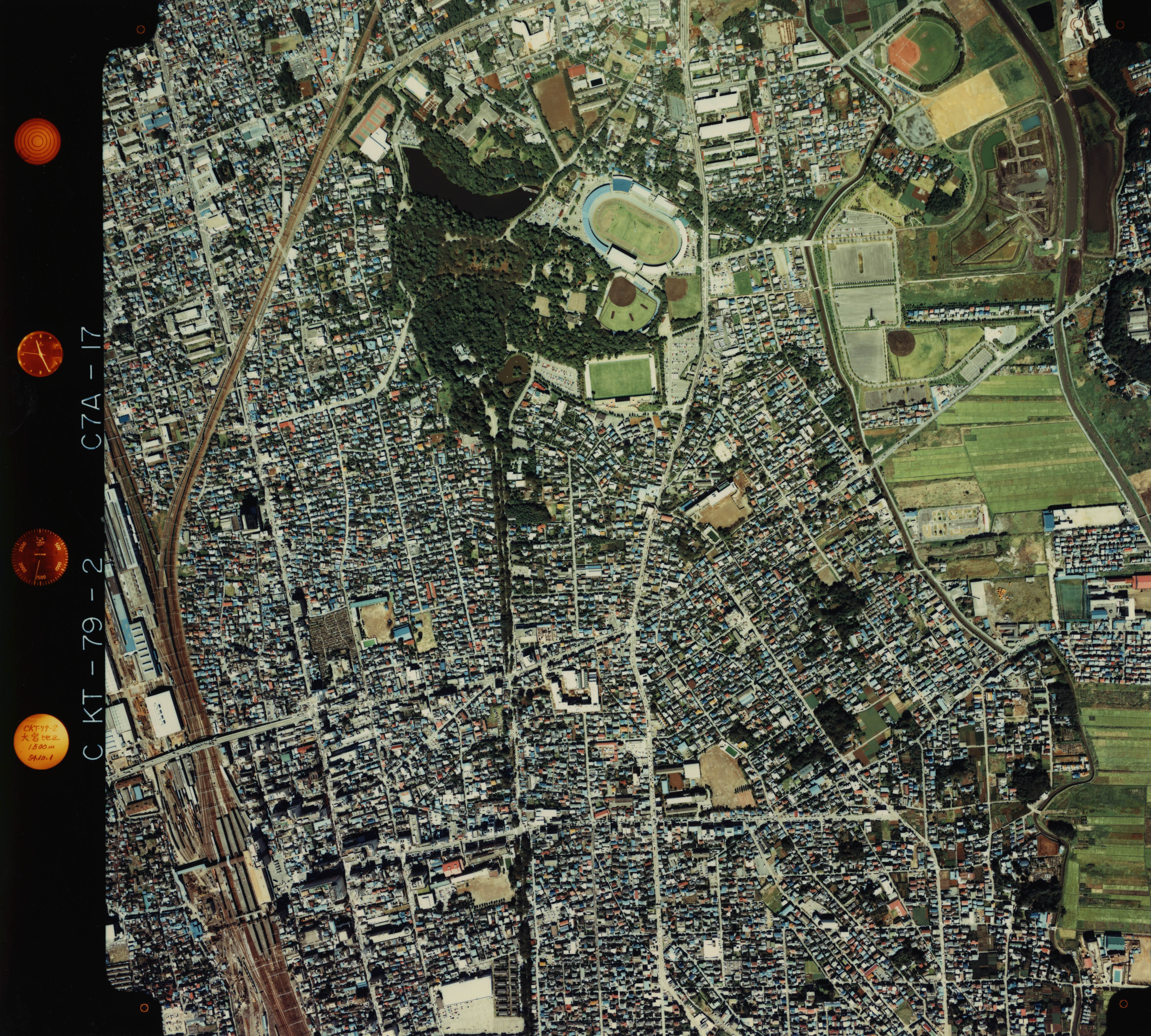
1979年頃の大宮公園。中央の森が氷川神社の森と大宮公園で、大宮競輪場とサッカー場の中間に位置するのが県営大宮球場、その右隣が当時あった軟式用の第2野球場

1934年（昭和9年）4月1日完成。同年秋には完成記念試合として日米野球が開催された（後述）。開場以来高校野球、社会人野球などアマチュア野球公式戦が行われており、これら大会の主会場としても使用されている。
またかつてはプロ野球（一軍）公式戦が1948年から1955年まで年1～4回開催され、1954年から1967年までは国鉄スワローズの二軍本拠地球場として使用された。その後もイースタン・リーグ（二軍）公式戦が年1～2回開催されていた。
しかし1980年代後半まではフィールドが両翼90m、中堅105mと狭隘な上、老朽化が著しく進行していた影響で、特に全国高等学校野球選手権の埼玉大会に於いては、県内の参加校数の急増に対応しきれなくなり、開会式を行うのが困難になったため、1981年からは開会式と開幕1試合目を西武ライオンズ球場（現：ベルーナドーム）で行った。さらに翌1982年からは準々決勝（1984年からは準決勝）以降の試合も西武球場で行われるようになり、この措置は1991年まで続けられた。
大宮公園野球場の老朽化が進んだことから、埼玉県高等学校野球連盟をはじめとする県内のアマチュア野球団体等は県に対し、新しい県営野球場の建設を要請。これを受けて県は新球場の整備計画をまとめ、大宮第二公園南側の用地を取得。プロ野球一軍公式戦開催を想定し、全面人工芝のフィールド、最大2000ルクスクラスの照度を確保できる照明設備、3万人収容のスタンドを設けるなど具体的な設計案が立案され、1988年の完成を目指して計画が進められた。
ところがその後、一部地権者との売買交渉が頓挫し、野球場建設に必要な面積を確保できなくなったことから、結局移転新築は断念せざるを得なくなり（取得済の県有地はその後、大宮第三公園の園地として整備された）、旧野球場を一旦撤去して改築する方針に転換。1989年の秋から1992年の春にかけて全面改築事業が行われ、同年7月14日から再び供用を開始した。
改築後はプロ野球公式戦開催規格を充足する両翼99m、中堅122mとなり、6基の照明塔と磁気反転式スコアボードが設けられた。なお、改築後はプロ野球の一軍公式戦は行われていなかったが（1998年9月9日にはヤクルトスワローズ対日本ハムファイターズの二軍公式戦が開催）、埼玉県をフランチャイズとする埼玉西武ライオンズの地域密着活動の一環として2008年より開催されることとなった。毎年3試合程度埼玉西武ライオンズの主催試合が行われている。
また、2015年にベースボール・チャレンジ・リーグに加盟した武蔵ヒートベアーズが最初の年度に公式戦2試合を開催したが、2016年は実施がなかった。2017年は2年ぶりに2試合（うち1試合はNPB三軍との交流戦）が開催された。2018年は1試合が予定されていたが雨天中止となり、他球場に振り替えられた。「埼玉武蔵ヒートベアーズ」に名前が変わった2019年は2試合が実施された。
埼玉アストライアも主催試合の一球場として使用している。
大宮公園は埼玉県最初の県営公園。このうち東側が運動公園として整備されており、野球場の北隣に大宮競輪場（大宮公園陸上競技場兼双輪場）、南隣に大宮公園サッカー場（NACK5スタジアム大宮）がある。2019年に最終案が公表された大宮公園の再整備プラン「大宮公園グランドデザイン」によれば、現在の県営大宮球場・サッカー場・競輪場のある付近と、さいたま市営大宮球場（現・レジデンシャルスタジアム大宮　相互間は徒歩約10分程度の距離にある）のある大和田公園・並びに近接する大宮第2・3公園を一体整備し、誰もが気軽に楽しめるスポーツレクレーションゾーンと、スポーツを通しての賑わいを演出するスポーツ広場としての再開発・整備が検討され、県営球場の第2公園への移転構想も上がった。
そのうえで、県営球場・サッカー場・競輪場の付近を「試合のある日もない日も楽しめる公園」をコンセプトとした「大宮スーパーボールパーク構想」を掲げ、
1. これらの施設を全面改築する
2. 県営球場の改築とサッカー場の修繕・改修
3. サッカー場の改築と県営球場の修繕・改修

の3つの案が示され、さらにこれらを踏まえて、公民連携によりスポーツ施設のほか、民間の商業施設や飲食店などを導入することも検討していくという。
また大野元裕はこの「スーパーボールパーク構想」を2019年に埼玉県知事選挙時の公約として掲げ、選挙当選・県知事就任後これを推進することを表明している。

## 主なエピソード
- 1934年11月29日、大宮公園野球場の球場開きを記念して「第2回日米大野球戦」第17戦が開催された。全米チームはベーブ・ルース、ルー・ゲーリッグらを擁し、打撃で全日本を圧倒。全日本は後に読売ジャイアンツ（巨人）に入団するヴィクトル・スタルヒンが8回から2イニングを投げ、これが自身のプロデビュー戦となった。

- 1953年8月1日、当時千葉県立佐倉第一高等学校（現千葉県立佐倉高等学校）の3年だった長嶋茂雄は、大宮公園野球場で行われた全国高等学校野球選手権南関東大会1回戦・対熊谷高校戦に「4番・遊撃手」で先発出場した（だが先発の三塁手が試合前に足を捻挫したため、1回裏の守備から三塁に回った）。この試合の6回、長嶋は熊谷高校の投手・福島郁夫から中堅バックスクリーンに飛び込む本塁打を放った。飛距離は350ft（約107m）と推定されたが、長嶋が高校時代に放った本塁打はこの1本のみだった。試合は4－1で熊谷高校が勝利。佐倉一高は甲子園行きを逃したものの、長嶋はこの一打を取り上げた新聞報道によって中央球界の注目を集めることになった[1]。
- この2つのエピソードにより、2022年7月に日本野球機構と全日本野球協会が「野球伝来150年記念事業」の一つとして行った『日本野球聖地・名所150選』のひとつに認定された。

- 2005年に公開された日本映画「タッチ」では、この大宮公園野球場で試合シーンのロケーションが行われた。監督を務めた犬童一心は、ロケ地に大宮を選んだ理由について「球場の雰囲気が神宮球場に似ているから」としている。

- 後述の2008年6月27日のプロ野球公式戦埼玉西武ライオンズ対千葉ロッテマリーンズの5回裏、クレイグ・ブラゼルの放った18号本塁打は、ライトスタンドをはるか越える場外本塁打となり、打球が隣のNACK5スタジアム大宮[7]のピッチ内まで到達した。推定飛距離140m[1][8]。これ以降NACK5スタジアム大宮と当球場で同時に試合を開催することはこのような危険があるために困難になったという噂まで発生したが[9]、そもそも野球とサッカーは開催日時が異なることが原因[10]という反論もある[1]。

## プロ野球公式戦開催
- 2007年1月17日、同県所沢市の西武ドームを本拠地とする西武ライオンズが、地域密着策の一環として2008年から一軍公式戦を大宮公園野球場でも年間数試合開催する意向を表明、球場を所有する埼玉県と検討を開始した。9月21日に県と西武球団は大宮公園野球場の使用・開催について基本合意し、最終調整を進めた。その結果、球団は11月20日、翌2008年6月27日の対千葉ロッテマリーンズ戦を大宮公園野球場で開催する旨を発表した。1955年以来、実に53年ぶりのプロ野球公式戦の開催となった。ライトスタンドの一部の傾斜が急である施設の利用環境に配慮し、ライトスタンドの右中間からバックスクリーンまでを利用不可エリアとし、2008年までの西武ドームの開催とは異なり、ホームであるライオンズが3塁側ベンチを使用する[11]事が球団側から発表された[12]。2009年開催では利用不可エリアの案内は行っていないものの、2008年まで利用禁止エリアだった箇所に「2009 OMIYA」の横断幕が設置されるようになり、実質的に利用禁止とした。そのため、ビジター球団の鳴り物応援では内野席でトランペットなどの演奏が行われる。なお、2012年からはライトスタンドの一部が改修されて、照明塔付近を除き段差を付け簡易ベンチ状になった。
- 2008年8月25日、埼玉県庁で後藤高志埼玉西武ライオンズオーナーと、上田清司埼玉県知事が会談。ライオンズがパシフィック・リーグ優勝の場合は、クライマックスシリーズ（CS）第2ステージの第1戦（10月17日）を大宮公園野球場で開催すると発表した。ライオンズは9月26日に優勝を決めたため、大宮公園野球場での開催が決定。2004年から開催されたプレーオフを含めたポストシーズンゲームで主催球団の本拠地以外の球場で試合をするのは初めてのことである。なお、セントラル・リーグでも阪神タイガースの本拠地の阪神甲子園球場が改修によって使用できないために第1ステージは京セラドーム大阪で開催されたが、大宮公園野球場よりも1日遅かった。しかし西武・後藤オーナーは県営大宮の収容人数や設備面などの問題を指摘し、今後のCS開催は「難しい」との見解を示しており、以降西武主催のクライマックスシリーズは全て西武ドームで開催されている。
- 2011年は東日本大震災（東北地方太平洋沖地震）の影響を受け、パ・リーグの開幕日が4月12日に延期となったため、当初日程として予定されていた4月10日の埼玉西武ライオンズ対オリックス・バファローズ戦は開催されなかった。開催されていれば、初めてのデーゲームかつ日曜日開催であった。2012年も4月15日に同じ組み合わせでのデーゲームが予定されたが雨天中止となり、2020年4月7日にも同じ組み合わせで平日デーゲームが予定されていたが、新型コロナウイルスの影響により、開幕が6月19日となったため3度目の中止となり、いまだにデーゲームでの開催は実現していない。
- 2021年は基からコロナ感染拡大防止の観点から開催予定がなく、2022年はコロナにより3年ぶりの公式戦として日本ハム戦が行われる予定で、観客の入場が行われたが、試合開始直前の豪雨により中止となった。

| 日付           | 対戦相手     | 観客動員数 | 備考                                                        |
| -------------- | ------------ | ---------- | ----------------------------------------------------------- |
| 2008年6月27日  | ロッテ       | 20,289人   |                                                             |
| 2008年10月17日 | 日本ハム     | 20,500人   | CS 2ndステージ 第1戦                                        |
| 2009年5月19日  | 中日         | 18,110人   | セ・パ交流戦                                                |
| 2009年6月26日  | ソフトバンク | 17,215人   |                                                             |
| 2009年8月4日   | 日本ハム     | 20,473人   |                                                             |
| 2010年5月18日  | ヤクルト     | 20,011人   | セ・パ交流戦                                                |
| 2010年6月30日  | 日本ハム     | 20,314人   |                                                             |
| 2010年9月1日   | オリックス   | 18,597人   |                                                             |
| 2011年4月10日  | オリックス   | -          | 東日本大震災による開幕延期のため中止/デーゲーム             |
| 2011年5月17日  | 横浜         | 17,367人   | セ・パ交流戦                                                |
| 2011年6月24日  | 楽天         | 20,338人   |                                                             |
| 2011年8月25日  | オリックス   | 20,418人   |                                                             |
| 2012年4月14日  | オリックス   | -          | 雨天中止/デーゲーム                                         |
| 2012年6月22日  | オリックス   | 20,021人   |                                                             |
| 2012年8月23日  | ソフトバンク | 20,420人   |                                                             |
| 2013年4月18日  | オリックス   | 15,324人   |                                                             |
| 2013年6月27日  | 楽天         | 20,051人   |                                                             |
| 2013年8月23日  | ソフトバンク | -          | 雨天中止                                                    |
| 2014年4月15日  | ロッテ       | 17,880人   |                                                             |
| 2014年7月3日   | 日本ハム     | 17,095人   |                                                             |
| 2014年8月7日   | ソフトバンク | 17,964人   |                                                             |
| 2015年4月16日  | 楽天         | 14,966人   |                                                             |
| 2015年6月23日  | ソフトバンク | 17,857人   | 8回途中降雨コールド                                         |
| 2015年8月18日  | 楽天         | 17,984人   |                                                             |
| 2016年4月13日  | ソフトバンク | 15,262人   |                                                             |
| 2016年5月26日  | 楽天         | 17,699人   |                                                             |
| 2016年8月26日  | 日本ハム     | 17,979人   |                                                             |
| 2017年4月18日  | 楽天         | 15,757人   |                                                             |
| 2017年5月25日  | 日本ハム     | 17,307人   |                                                             |
| 2017年8月25日  | オリックス   | 17,436人   |                                                             |
| 2018年5月8日   | ソフトバンク | 17,422人   |                                                             |
| 2018年6月12日  | ヤクルト     | 17,088人   | セ・パ交流戦                                                |
| 2018年8月29日  | 楽天         | 17,323人   |                                                             |
| 2019年4月9日   | 楽天         | 16,355人   |                                                             |
| 2019年5月9日   | ロッテ       | 17,235人   |                                                             |
| 2019年8月8日   | 楽天         | 17,910人   |                                                             |
| 2020年4月7日   | オリックス   | -          | 新型コロナウイルスの影響による開幕延期のため中止/デーゲーム |
| 2022年9月1日   | 日本ハム     | -          | 雨天中止                                                    |
| 2023年4月13日  | ロッテ       | 17,552人   |                                                             |
| 2023年6月6日   | 中日         | 17,437人   | セ・パ交流戦                                                |
| 2024年4月9日   | ロッテ       | 16,314人   |                                                             |
| 2024年6月26日  | 日本ハム     | 17,903人   |                                                             |
| 2025年4月9日   | ロッテ       | 16,734人   |                                                             |
| 2025年5月9日   | ロッテ       | 17,425人   |                                                             |

## 施設概要

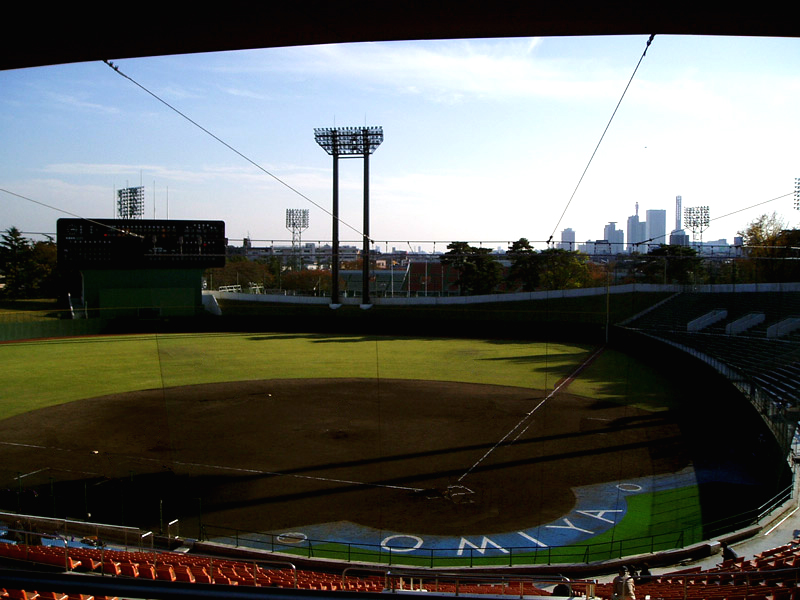
内野スタンド（2005年10月23日）

- 両翼：99m、中堅：122m

元々狭小な土地にあるものを無理矢理拡げたため、左中間右中間の膨らみはあまりないが、フェンスが非常に高いためホームランは出にくい。外野エリアは非常に狭い。また、ライト側の外野スタンドがかなり急な傾斜であり、応援するのが困難であるため、2011年まで、ビジター応援席は1塁側自由席だったが、2012年に外野スタンド改修により外野スタンドがビジター応援席になっている。
なお鳴り物応援の禁止は、22時ではなく21時30分から。それ以外のルールは、ベルーナドームと同じである。
- 内野：クレー舗装、外野：天然芝

外野の天然芝は多数の部分が剥げ、状態は非常に悪かったが、2012年に改修されている。
- 照明設備：照明塔6基
- 収容人数：20,500人（内野17,000人、外野3,500人）
- スコアボード：LED方式（中央部に映像装置あり）
  - 2009年まで：磁気反転式（得点表示部は電光式・サービスエリアは3色LED式）

2009年までのスコアボードの仕様では、選手名表示部は文字数が3文字に限られており、先述の西武対ロッテの試合では、西武は「ブラゼ（ル）」「ボカチ（カ）」「G・G（佐藤）」「グラマ（ン）」、ロッテは「サブロ（ー）」「ズレー（タ）」「オーテ（ィズ）」「シコー（スキー）」と表示。2008年クライマックスシリーズ、2009年8月4日の日本ハム戦では「スレ（ッ）ジ」と表示。2009年の交流戦においても、中日は「ブラン（コ）」「デラロ（サ）」など中途半端な状態で表示された。また審判員も外野の線審を表示する欄がなく、先述のクライマックスシリーズでは、線審の名前が表示されなかった（スコアボード改修後も線審名の表示はしていない）。
しかし、スコアボード改修への要望が非常に強かったことから、埼玉県では2009年のシーズンオフに、総工費2億円を投入して全面改修を行った。この改修により得点表示部と選手・審判員名はLED式になり、6文字までの表示が可能となり、スピード測定器による球速表示も新設された。サービスエリアはフルカラーの映像装置を新設して映像による様々な演出やリプレー映像を流せるようになる。またカウント表示が2010年からのコール順変更に対応してBSO表記となる。2010年5月18日の試合では「ブラウン」、「シコースキー」、「デントナ」、「ガイエル」がきちんと表示された（同年9月1日の試合では「フェルナンデス」も表示）。2022年よりスコアボードの新チームマークロゴがリニューアルした。
なお西武主催のプロ公式戦でのダッグアウトは3塁側をホームの西武が、1塁側を相手球団が使用する。西武ドーム、大宮以外での開催ではどちらをホームベンチとするかは明確な決まりはないが、現時点で埼玉県外の主催試合で三塁側をホームベンチとして使用した例はない。
放送席（4室ある）の席割りは、高校野球開催時は2023年までは室号順に3塁側からNHKテレビ（1号室）、NHKさいたまFM（2号室）、テレビ埼玉 （3・4号室）となっていたが、2024年はNHKさいたまFMでの中継がなかった為1号室が閉鎖され、2号室をNHKテレビが使用した。なお、3・4号室は例年通りテレビ埼玉が使用した。プロ野球（西武主催試合）開催時は室号順に3塁側からフジテレビTWO（西武球団公式およびパ・リーグTV・1号室）、文化放送（ライオンズナイター・2号室）、ニッポン放送（ショウアップナイター経過送り・3号室）が使用。なお、4号室はフリーとなっており、2024年は4月9日のロッテ戦ではテレビ埼玉が、6月26日の日本ハム戦ではHBCラジオ（文化放送が裏送り制作）が4号室を使用していた。

## 交通
- 東武野田線 大宮公園駅もしくは北大宮駅から徒歩約10分。
- JR東日本・東武野田線「大宮駅」から徒歩約20分。
- 大宮駅から東武バス「大47 吉野町車庫（産業道路経由）」行きに乗車し、「サッカー場前」停留所下車、徒歩1分。
- 国際興業バス「大15 導守循環」、「大15-3 導守南中野循環」に乗車し「大宮サッカー場前」停留所下車、徒歩1分。なお大15系統および大15-3系統は寿能回り・西中野回りがあり、そのうち大部分を占める西中野回りはサッカー場前とは逆方向（反時計回り）に運行されるため、寿能回り（時計回りのため最短距離で到着する）よりも乗車時間を要するので注意が必要である。なお、大15-3系統の西中野回りは、大15系統の西中野回りよりも更に乗車時間を要する。
- 大宮駅から東武バス「大51 上尾駅東口」、「大42 宮原駅東口」、「大53 吉野町車庫（旧中山道経由）」行きに乗車し、「裏参道」下車、徒歩約15分。